# 圣费利克斯 (阿列省)
圣费利克斯（法語：Saint-Félix）是法国阿列省的一个市镇，属于维希区。该市镇2009年时的人口为315人。

## 人口
圣费利克斯人口变化图示
| 数据来源：INSEE |